# Ba (Figi)
Ba (14 596 abitanti al censimento 1996) è una città delle Isole Figi situata a 37 chilometri da Lautoka e a 62 da Nadi, nell'entroterra di Viti Levu, è l'isola più grande delle Figi.
La città è stata fondata sulle rive del Fiume Ba, a cui deve il nome. Per lungo tempo Ba era tristemente conosciuta per il suo unico ponte ad una sola corsia, che ha provocato innumerevoli problemi di viabilità. La piena del 1990 ha spazzato via quel ponte e  a valle venne costruito un nuovo ponte su cui passò l'autostrada "King's Road".
Ba è un centro agricolo popolato per la maggior parte da Indo-Figiani, che ne fa un punto culturale per turisti. La canna da zucchero è stata per lungo tempo la principale forma di reddito, ma in epoca moderna delle industrie manifatturiere si sono stabilite nel luogo, modificando l'economia del luogo.
Ba fa parte della Provincia di Ba, geograficamente la più larga delle 14 provincie delle Figi.